# Kiipsaare nukk
Kiipsaare nukk är en udde i Estland.   Den ligger i kommunen Kihelkonna vald och landskapet Saaremaa (Ösel), i den västra delen av landet, 200 km sydväst om huvudstaden Tallinn.
Terrängen inåt land är mycket platt. Havet är nära Kiipsaare nukk åt nordväst.